# Ciudad de Lorca CF
Ciudad de Lorca Club de Fútbol was een Spaanse voetbalclub uit Lorca. De club werd opgericht in 2007 maar werd reeds opgeheven in 2009.

## Resultaten
| Seizoen | Divisie          | Positie |
| ------- | ---------------- | ------- |
| 2007/08 | Tercera División | 16e     |
| 2008/09 | Tercera División | 20e     |